# Championnats de France d'athlétisme 2018
Navigation
Championnats 2017 Championnats 2019
Les Championnats de France d'athlétisme « Élite » 2018 se déroulent du 6 au 8 juillet 2018 au Stadium municipal d'Albi. 38 épreuves figurent au programme de cette compétition (19 masculines et 19 féminines). 
Le club local ECLA Albi, accueille pour la troisième fois les championnats de France d'athlétisme en plein air après 2008 et 2011. 

## Programme
| Finales | 6 juillet                      | 7 juillet | 8 juillet |
| ------- | ------------------------------ | --- | --- |
| Hommes  | décathlon (1er jour)           | 5 000 m marche, 100 m, 5 000 m, décathlon (2e jour), lancer du javelot, triple saut                                                                                        | 400 m haies, 3 000 m steeple, 1 500 m, 110 m haies, 400 m, 800 m, 200 m, lancer du disque, saut à la perche, saut en hauteur, saut en longueur, lancer du marteau, lancer du poids |
| Femmes  | 5 000 m, heptathlon (1er jour) | 5 000 m marche, 3 000 m steeple, 100 m, 800 m, 100 m haies, heptathlon (2e jour), lancer du disque, saut en hauteur, saut à la perche, lancer du javelot, saut en longueur | 400 m haies, 1 500 m, 200 m, 400 m, triple saut, lancer du marteau, lancer du poids                                                                                                |

## Faits marquants
Le 7 juillet 2018, Ninon Guillon-Romarin ajoute un centimètre à son propre record de France du saut à la perche en décrochant son deuxième titre élite en plein air avec la marque de 4,73 m.

## Résultats

### Hommes
| Épreuves | Or                                        | Argent                              | Bronze                            |
| --- | ----------------------------------------- | ----------------------------------- | --------------------------------- |
| 100 m (vent : + 1,6 m/s) | Marvin René 10 s 18                       | Méba-Mickaël Zézé 10 s 18           | Mouhamadou Fall 10 s 22           |
| 200 m (vent : + 3,2 m/s) | Méba-Mickaël Zézé 20 s 33                 | Jeffrey John 20 s 56                | Ilies Tano 20 s 76                |
| 400 m | Christopher Naliali 46 s 23               | Thomas Jordier 46 s 41              | Mame-Ibra Anne 46 s 63            |
| 800 m | Pierre-Ambroise Bosse 1 min 46 s 66       | Aymeric Lusine 1 min 47 s 91        | Gabriel Tual 1 min 48 s 32        |
| 1 500 m | Alexis Miellet 3 min 43 s 77              | Baptiste Mischler 3 min 44 s 86     | Alexandre Saddedine 3 min 45 s 16 |
| 5 000 m | Florian Carvalho 13 min 41 s 91           | Arsène Guillorel 13 min 50 s 47     | Yann Schrub 13 min 56 s 12        |
| 110 m haies (vent : + 2,4 m/s) | Pascal Martinot-Lagarde 13 s 33           | Garfield Darien 13 s 35 (SB)        | Simon Krauss 13 s 68 (SB)         |
| 400 m haies | Ludvy Vaillant 49 s 04                    | Muhamad Kounta 49 s 41 (PB)         | Victor Coroller 49 s 88           |
| 3 000 m steeple | Mahiedine Mekhissi-Benabbad 8 min 33 s 59 | Djilali Bedrani 8 min 35 s 27       | Yoann Kowal 8 min 35 s 71         |
| 5 000 m marche | Gabriel Bordier 19 min 38 s 19            | Keny Guinaudeau 20 min 41 s 88 (PB) | Antonin Boyez 21 min 24 s 17      |
| Saut en hauteur | Mickael Hanany 2,19 m (SB)                | Quentin Aboukir 2,16 m (PB)         | Clément Gicquel 2,16 m (SB)       |
| Saut à la perche | Renaud Lavillenie 5,80 m                  | Axel Chapelle 5,50 m                | Baptiste Boirie 5,50 m            |
| Saut en longueur | Kafetien Gomis 8,13 m (SB)                | Guillaume Victorin 8,00 m (PB)      | Jean-Pierre Bertrand 7,96 m       |
| Triple saut | Harold Correa 17,05 m                     | Kevin Luron 16,97 m                 | Yoann Rapinier 16,74 m            |
| Lancer du poids | Frédéric Dagée 20,01 m                    | Willy Vicaut 18,16 m                | Antoine Duponchel 17,70 m         |
| Lancer du disque | Lolassonn Djouhan 59,84 m                 | Jordan Guehaseim 55,22 m            | Benoît Lallican 52,08 m (SB)      |
| Lancer du marteau | Quentin Bigot 74,23 m                     | Yann Chaussinand 67,46 m            | Frédérick Pouzy 66,91 m (SB)      |
| Lancer du javelot | Jérémy Nicollin 73,86 m (SB)              | Lukas Moutarde 69,40 m              | Victor Vernede 69,24 m            |
| Décathlon | Ruben Gado 8 126 pts (PB)                 | Axel Hubert 7 683 pts               | Damien Berthenet 7 573 pts        |
| Records et Performances - AR : Record continental (area record) - CR : Record des championnats (championship record) - MR : Record du meeting (meet record) - NR : Record national (national record) - OR : Record olympique (olympic record) - PR : Record paralympique (paralympic record) - PB : Record personnel (personal best) - SB : Meilleure performance personnelle de la saison (season's best) - WL : Meilleure performance mondiale de l'année (world leader) - WJR : Record du monde junior (world junior record) - WR : Record du monde (world record) Circonstances et Conditions - DNF : N'a pas terminé (did not finish) - DNS : N'a pas pris le départ (did not start) - DQ : Disqualification (disqualification) - NM : Aucun essai valable enregistré (No Mark) - Q : Qualifié « directement » au prochain tour (ou à la prochaine compétition), lors d'une compétition majeure, grâce au classement ou à la réalisation des minima (automatic qualifier) - q : Qualifié au prochain tour (ou à la prochaine compétition), lors d'une compétition majeure, grâce au repêchage ou à la réalisation de l'une des meilleures performances parmi celles des « non qualifiés directement » (grâce au meilleur temps ou à la meilleure distance par exemple) (secondary qualifier) |                                           |                                     |                                   |

### Femmes
| Épreuves | Or                                     | Argent                              | Bronze                                  |
| --- | -------------------------------------- | ----------------------------------- | --------------------------------------- |
| 100 m (vent : + 1,5 m/s) | Carolle Zahi 11 s 01 (PB)              | Orlann Ombissa-Dzangue 11 s 06 (PB) | Orphée Néola 11 s 15 (PB)               |
| 200 m (vent : + 3,6 m/s) | Carolle Zahi 22 s 92                   | Amandine Brossier 23 s 13           | Jennifer Galais 23 s 27                 |
| 400 m | Floria Gueï 51 s 52 (SB)               | Elea-Mariama Diarra 52 s 27 (SB)    | Déborah Sananes 52 s 37                 |
| 800 m | Rénelle Lamote 2 min 0 s 37            | Cynthia Anaïs 2 min 0 s 60 (PB)     | Claudia Sanders 2 min 1 s 07            |
| 1 500 m | Élodie Normand 4 min 16 s 20           | Lucie Lerebourg 4 min 20 s 00       | Alice Finot 4 min 23 s 50               |
| 5 000 m | Liv Westphal 16 min 2 s 4              | Mathilde Sénéchal 16 min 6 s 42     | Emily de la Bruyère 16 min 15 s 39      |
| 100 m haies (vent : + 2,1 m/s) | Awa Sene 13 s 04                       | Laura Valette 13 s 10               | Rosvitha Okou 13 s 20                   |
| 400 m haies | Aurélie Chaboudez 56 s 62 (SB)         | Anaïs Lufutucu 56 s 95 (PB)         | Maeva Contion 57 s 48 (SB)              |
| 3 000 m steeple | Ophélie Claude-Boxberger 9 min 48 s 21 | Emma Oudiou 9 min 59 s 22           | Marie Bouchard 10 min 10 s 63           |
| 5 000 m marche | Clémence Beretta 22 min 5 s 25         | Émilie Menuet 22 min 36 s 24        | Marine Quennehen 22 min 49 s 97 (PB)    |
| Saut en hauteur | Prisca Duvernay 1,85 m (SB)            | Solène Gicquel 1,83 m (SB)          | Laura Salin-Eyike 1,81 m (SB)           |
| Saut à la perche | Ninon Guillon-Romarin 4,73 m (NR)      | Marion Lotout 4,45 m                | Marion Buisson 4,40 m                   |
| Saut en longueur | Rougui Sow 6,49 m                      | Daniella Sacama-Isidore 6,32 m      | Anne-Suzanna Fosther-Katta 6,28 m       |
| Triple saut | Jeanine Assani Issouf 14,43 m (PB)     | Yanis David 14,14 m                 | Rouguy Diallo 13,97 m                   |
| Lancer du poids | Jessica Cérival 16,70 m                | Caroline Métayer 16,29 m (PB)       | Rose Sharon Pierre Louis 15,68 m        |
| Lancer du disque | Pauline Pousse 58,09 m (SB)            | Mélanie Pingeon 55,61 m             | Marie-Francine Mvoto Abeng 54,79 m (PB) |
| Lancer du marteau | Alexandra Tavernier 73,72 m            | Audrey Ciofani 68,57 m (SB)         | Camille Sainte-Luce 67,48 m             |
| Lancer du javelot | Alexie Alaïs 59,54 m                   | Evelina Mendes 55,14 m (PB)         | Mathilde Andraud 53,74 m                |
| Heptathlon | Esther Turpin 6 100 pts                | Diane Marie-Hardy 6 015 pts         | Cassandre Aguessy 5 837 pts             |
| Records et Performances - AR : Record continental (area record) - CR : Record des championnats (championship record) - MR : Record du meeting (meet record) - NR : Record national (national record) - OR : Record olympique (olympic record) - PR : Record paralympique (paralympic record) - PB : Record personnel (personal best) - SB : Meilleure performance personnelle de la saison (season's best) - WL : Meilleure performance mondiale de l'année (world leader) - WJR : Record du monde junior (world junior record) - WR : Record du monde (world record) Circonstances et Conditions - DNF : N'a pas terminé (did not finish) - DNS : N'a pas pris le départ (did not start) - DQ : Disqualification (disqualification) - NM : Aucun essai valable enregistré (No Mark) - Q : Qualifié « directement » au prochain tour (ou à la prochaine compétition), lors d'une compétition majeure, grâce au classement ou à la réalisation des minima (automatic qualifier) - q : Qualifié au prochain tour (ou à la prochaine compétition), lors d'une compétition majeure, grâce au repêchage ou à la réalisation de l'une des meilleures performances parmi celles des « non qualifiés directement » (grâce au meilleur temps ou à la meilleure distance par exemple) (secondary qualifier) |                                        |                                     |                                         |